# William Ryan
William "Will" Ryan (ur. 23 grudnia 1988) – australijski żeglarz sportowy, srebrny medalista olimpijski z Rio de Janeiro.
Zawody w 2016 były jego pierwszymi igrzyskami olimpijskimi. W Brazylii zajął drugie miejsce w klasie 470, załogę jachtu tworzył również Mathew Belcher. W tej klasie zdobył sześć medali mistrzostw świata: złoto w 2013, 2014, 2015, 2017 i 2019 oraz brąz w 2016.
Jego siostra Jaime także jest żeglarką i olimpijką.